# Légende irlandaise

Légende irlandaise (allemand : Irische Legende) est un opéra en cinq tableaux de Werner Egk sur un livret du compositeur d'après le drame La comtesse Katleen de William Butler Yeats (1892). Il est créé au Festpielhaus de Salzbourg le 17 août 1955 sous la direction de George Szell avec Inge Borkh, Margarete Klose, Max Lorenz, Kurt Böhme. La version française a été créée à la Maison de la Radio par René Albert avec Colette Herzog, Robert Massard.

## Rôles
- Cathleen (soprano)
- Aleel (baryton)
- Le Malin

## Argument
En Irlande dans un monde futur, les démons incarnés dans des prédateurs, comme les tigres ou les hyènes, décident de dominer la Terre par la peur et la faim.

## Source
- John Warrack et Harold Rosenthal, Guide de l'Opéra, Paris, Fayard, coll. « Les Indispensables de la musique », 1988, p. 388.